# Tenthredinoidea
Super-famille
Les Tenthredinoidea sont une super-famille d'insectes de l'ordre des hyménoptères et du sous-ordre des symphytes. Ces mouches à scie sont appelées diprions ou tenthrèdes.

## Familles
Selon ITIS, les Tenthredinoidea se répartissent en six familles :
- Argidae
- Blasticotomidae
- Cimbicidae
- Diprionidae
- Pergidae
- Tenthredinidae